# Hygrochroma olivinaria
Hygrochroma olivinaria är en fjärilsart som beskrevs av Herrich-Schäffer 1858. Hygrochroma olivinaria ingår i släktet Hygrochroma och familjen mätare. Inga underarter finns listade i Catalogue of Life.